# Royal Tourist Car Company
Royal Tourist Car Company, vorher Royal Motor Car Company und Royal Motor Car & Manufacturing Company, war ein US-amerikanischer Hersteller von Automobilen.

## Unternehmensgeschichte
Edward Schurmer übernahm im November 1903 die Reste der Hoffman Automobile & Manufacturing Company. Er reorganisierte das Unternehmen als Tourist Motor Car Company. Der Sitz blieb in Cleveland in Ohio. Als Chefingenieur warb er den Franzosen Robert Jardine an, der vorher bei der Berg Automobile Company tätig war. Sie begannen 1904 mit der Produktion von Automobilen. Der Markenname lautete Royal Tourist. Die erste öffentliche Präsentation fand im Januar 1904 auf der New York Automobile Show statt. Im ersten  Jahr entstanden über 100 Fahrzeuge.
Im November 1906 kam es zu einer Umfirmierung in Royal Motor Car & Manufacturing Company. Gleichzeitig wurde das Kapital mehr als verdoppelt. Im September 1907 wurde ein größeres Werk bezogen. Das Unternehmen wollte expandieren. Allerdings war 1907 ein schlechtes Jahr für Automobilhersteller. Das Unternehmen ging in die Insolvenz.
1908 führte eine weitere Reorganisation zur Royal Tourist Car Company. Weiterhin gab es finanzielle Probleme.
1911 kam es zum Zusammenschluss mit der Croxton Motor Company und der Acme Body & Veneer Company zur Consolidated Motor Car Company. Dieses Unternehmen darf nicht mit den gleichnamigen Gesellschaften aus Georgia und Connecticut verwechselt werden. Es stellte noch kurze Zeit Fahrzeuge der Marke Royal Tourist her, bevor es aufgelöst wurde.

## Fahrzeuge
1904 standen zwei Modelle im Sortiment. Das Model K hatte wie alle folgenden Fahrzeuge einen Vierzylindermotor. Er war mit 32/35 PS angegeben. Das Fahrgestell hatte 229 cm Radstand. Der Aufbau war ein offener Tourenwagen. Daneben gab es das Model O mit einem Zweizylindermotor. Er war mit 18/20 PS angegeben. Radstand und Aufbau waren identisch.
1905 gab es nur das Model F. Der Motor war nun mit 32/38 PS gelistet. Der Radstand war auf 274 cm verlängert worden. Zur Wahl standen Tourenwagen und Limousine.
1906 wurde die Motorleistung auf 40 PS erhöht und der Radstand auf 279 cm verlängert. Fünfsitziger Tourenwagen, siebensitzige Limousine, zweisitziger Runabout und Demi-Limousine sind überliefert.
1907 folgte der Series G. Er hatte einen Motor mit 45 PS und einen Radstand von 290 cm. Er war als zweisitziger Runabout, siebensitziger Tourenwagen, siebensitziger Spezial-Tourenwagen und ebenfalls siebensitzige Limousine erhältlich.
1908 gab es dieses Modell nur noch als normalen Tourenwagen und Limousine. Ein Fahrzeug mit einem Sechszylindermotor war zwar geplant, erschien jedoch nicht auf dem Markt.
1909 wurde das Angebot erweitert. Das Model M hatte einen 48-PS-Motor, 320 cm Radstand und Aufbauten als Tourenwagen, Cape Cod-Tourenwagen und Limousine, jeweils mit sieben Sitzen. Das Model X hatte einen Motor mit 42 PS und einen Radstand von 290 cm. Genannt sind Tourenwagen und Cape Cod-Tourenwagen mit sieben Sitzen. Das Model Y hatte den gleichen Motor, aber 300 cm Radstand. Er war als Close-Coupled-Tourenwagen und Cape Cod-Tourenwagen erhältlich, hatte aber trotz den längeren Radstands nur vier Sitze.
1910 beschränkte sich das Sortiment auf das Model M. Der Motor war nun mit 48,4 PS angegeben. Zur Wahl standen Tourenwagen und Limousine mit sieben Sitzen.
1911 wurde daraus das Model M-3. Der Motor leistete nun wieder 48 PS. Ein Tourenwagen mit fünf Sitzen kam als dritte Karosserievariante dazu.

## Modellübersicht
| Jahr | Modell    | Zylinder | Leistung (PS) | Radstand (cm) | Aufbau                                                                                    |
| ---- | --------- | -------- | ------------- | ------------- | ----------------------------------------------------------------------------------------- |
| 1904 | Model K   | 4        | 32/35         | 229           | Tourenwagen                                                                               |
| 1904 | Model O   | 2        | 18/20         | 229           | Tourenwagen                                                                               |
| 1905 | Model F   | 4        | 32/38         | 274           | Tourenwagen, Limousine                                                                    |
| 1906 | Model F   | 4        | 40            | 279           | Tourenwagen 5-sitzig, Limousine 7-sitzig, Runabout 2-sitzig, Demi-Limousine               |
| 1907 | Series G  | 4        | 45            | 290           | Runabout 2-sitzig, Tourenwagen 7-sitzig, Spezial-Tourenwagen 7-sitzig, Limousine 7-sitzig |
| 1908 | Series G  | 4        | 45            | 290           | Tourenwagen 7-sitzig, Limousine 7-sitzig                                                  |
| 1909 | Model M   | 4        | 48            | 320           | Tourenwagen 7-sitzig, Cape Cod Tourenwagen 7-sitzig, Limousine 7-sitzig                   |
| 1909 | Model X   | 4        | 42            | 290           | Tourenwagen 7-sitzig, Cape Cod Tourenwagen 7-sitzig                                       |
| 1909 | Model Y   | 4        | 42            | 300           | Close-Coupled Tourenwagen 4-sitzig, Cape Cod Tourenwagen 4-sitzig                         |
| 1910 | Model M   | 4        | 48,4          | 320           | Tourenwagen 7-sitzig, Limousine 7-sitzig                                                  |
| 1911 | Model M-3 | 4        | 48            | 320           | Tourenwagen 5-sitzig und 7-sitzig, Limousine 7-sitzig                                     |